# BlueMotion

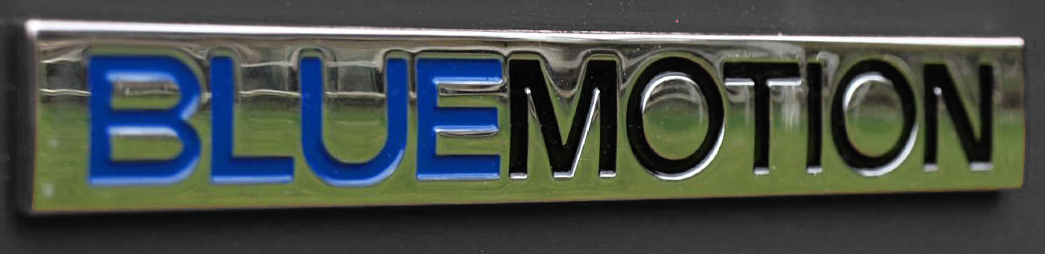
Sigle arboré par les modèles possédant un moteur BlueMotion

BlueMotion est une gamme de voitures développée par Volkswagen, avec une consommation et des rejets de CO2 présentée par le constructeur comme étant plus faible que la plupart des autres voitures de ses gammes. 

Par exemple[réf. nécessaire], la Polo V BlueMotion, la plus récente de la gamme, consomme 4,7 L/100 km en consommation mixte, et rejette 109 g de CO2 au kilomètre[réf. à confirmer]. 